# ميكائيل ستين
ميكائيل ستين (بالسويدية: Mikael Steen)‏ هو لاعب كرة قدم سويدي في مركز الوسط، ولد في 21 مارس 1971. لعب مع نادي أوربرو.